# Frederikshavn Brandvæsen
Frederikshavn Brandvæsen er et kommunalt redningsberedskab, der ejes af Frederikshavn Kommune.
Brandvæsenet har fem brandstationer fordelt på: Skagen, Aalbæk, Sæby, Østervrå, samt hovedbrandstationen i Frederikshavn. De fire mindre stationer kom til, da Frederikshavn Kommune blev lagt sammen med Sæby og Skagen kommuner. Herved skete der også en sammanlægning af beredskaberne i de tre kommuner.
Man beskæftiger 24 deltidsbrandmænd – dvs. de møder på tilkald fra enten hjemmet eller deres almindelige arbejdsplads. Herudover har man aftale med Beredskabsforbundet omkring et antal frivillige, der kan trækkes på ved store indsatser.
Organisatorisk hører Frederikshavn Brandvæsen (Beredskabsforvaltningen) under kommunens tekniske forvaltning. 
Frederikshavn Brandvæsen er Vendsyssels eneste kommunalt-drevet brandstation. I resten af Vendsyssel er det Falcks Redningskorps, der varetager redningsberedskabet.
Frederikshavn Brandvæsen blev 1. januar 2016 en del af Nordjyllands Beredskab. 
| Beredskabet | Spire Denne artikel om beredskabet er en spire som bør udbygges. Du er velkommen til at hjælpe Wikipedia ved at udvide den. |